# Eneracto
| Eneract (hipercubo-9)                            | Eneract (hipercubo-9) |
| ------------------------------------------------ | --------------------- |
| Proyección ortogonal sobre un Polígono de Petrie |                       |
| Tipo                                             | Regular               |
| Familia                                          | hipercubos            |

En geometría de novena dimensión, eneracto es el nombre de un miembro de la familia de los hipercubos, con 512 vértices, 2304 líneas, 4608 cuadrados, 5376 cubos, 4032 hipercubos, así como 2016 penteractos, 672 hexeractos, 144 hepteractos, y 18 octoractos. 
Su nombre es el resultado de combinar el nombre de teseracto o hipercubo con el prefijo ene- que se deriva del griego y significa nueve (en este caso nueve dimensiones).
Es parte de una familia infinita de figuras n dimensionales conocida como hipercubos.
- Datos: Q2271162